# 양형호
양형호(1947년 2월 11일~ )는 대한민국의 배우이다.

## 경력
- 한국연기협회 회원
- 한국영화배우협회 회원
- KBS 탤런트극회 운영위원 역임

## 영화
- 1983년 겨울 여자 2
- 1983년 송골매의 모두 다 사랑하리
- 1984년 대학 괴짜들
- 1984년 가을을 남기고 간 사랑
- 1997년 비트
- 1998년 얼룩진 산하
- 1999년 태양은 없다
- 2005년 역전의 명수
- 2007년 브라보 마이 라이프
- 2007년 우리 동네

## 드라마
- 1986년 KBS1 《멀고먼 사람들》
- 1986년 KBS1 《백마고지》
- 1986년 KBS2 《초혼가》
- 1989년 KBS1 《지포리에서 생긴 일》
- 1989년 KBS1 《역사는 흐른다》
- 1990년 KBS2 《겨울 나그네》
- 1990년 KBS2 《파천무》
- 1990년 KBS2 《지구인》
- 1990년 KBS1 《왕조의 세월》
- 1990년 KBS2 《그대 아직도 꿈꾸고 있는가》
- 1990년 KBS2 《검생이의 달》
- 1991년 KBS1 《왕도》
- 1992년 KBS2 《삼국기》
- 1992년 KBS2 《적색지대》
- 1993년 KBS2 《일월》
- 1993년 KBS1 《먼동》
- 1993년 KBS2 《청춘극장》
- 1994년 KBS2 《미개인》
- 1994년 KBS2 《한명회》
- 1994년 KBS2 《사라비아 공화국》
- 1994년 KBS2 《딸부잣집》
- 1995년 KBS2 《서궁》
- 1995년 SBS 《국화와 칼》
- 1995년 MBC 《제4공화국》
- 1995년 KBS2 《찬란한 여명》
- 1996년 SBS 《안중근》
- 1996년 KBS2 《첫사랑》
- 1996년 SBS 《형제의 강》
- 1996년 KBS1 《용의 눈물》
- 1997년 KBS2 《봄날은 간다》
- 1998년 SBS 《삼김시대》
- 1998년 KBS2 《야망의 전설》
- 1998년 KBS1 《왕과 비》 - 김사우 역
- 2000년 KBS2 《꼭지》
- 2000년 SBS 《덕이》
- 2000년 KBS2 《태조왕건》
- 2000년 KBS2 《가을동화》
- 2000년 KBS2 《천둥소리》- 김예직 역
- 2001년 KBS2 《명성황후》
- 2001년 MBC 《홍국영》
- 2002년 KBS2 《햇빛 사냥》
- 2002년 KBS2 《태양인 이제마》
- 2002년 KBS2 《장희빈》
- 2002년 MBC《고백》
- 2002년 SBS 《야인시대》 - 일본 경찰 고등계 형사 문달영 역
- 2003년 KBS1 《무인시대》 - 우승경 역
- 2003년 MBC 《죽도록 사랑해》
- 2003년 SBS 《왕의 여자》
- 2004년 KBS2 《낭랑 18세》 - 지남철의 아버지 역
- 2004년 SBS 《장길산》 - 정진인의 하인 역
- 2005년 MBC 《제5공화국》 - 이승완 역
- 2006년 KBS1 《서울 1945》 - 일본 남작 역
- 2006년 SBS 《연개소문》 - 선도해 역
- 2008년 MBC 《에덴의 동쪽》 - 박광철 의원 역
- 2011년 SBS 《북만벌, 칼을 가는 나그네 - 백야 김좌진》
- 2022년 KBS1 《태종 이방원》 - 동북면 촌로 역